# Зграда гимназије „Светозар Марковић” у Суботици
Зграда гимназије „Светозар Марковић“ у Суботици је подигнута 1895. године и убраја се као непокретно културно добро у споменике културе. Зграда старе гимназије је била изграђена још 1817. године, али је Градски сенат 1895. године донео одлуку о градњи новог објекта, по пројектима Ференца Рајхла.

## Архитектура
Објекат је изграђен у духу позног барока, као двоспратан и лоциран на углу улица Петефи Шандора и Тивалда Фелегија. На уличним фасадама декоративна пластика је сконцентрисана око отвора у виду флоралних и геометријских мотива по етажама, као и на дијагонално закошеном прочеоном ризалиту, која се мултиплицира и по бочним крилима грађевине. Приземни појас целог објекта је рустично обрађен, а вертикализам прочеоног дела наглашавају два масивна коринтска стуба.
Сам прочеони корпус је издигнут и засведен куполом која је покривена лименим плочицама, а на самом њеном врху изведене су две седеће фигуре које придржавају глобус у средини. Врло репрезентативно је урађен и главни улазни портал изнад којег је вајарски решена фигура нагог младића у природној величини у стојећем ставу. Прозори су постављени у ритмичком низу, правоугаони су у приземљу и на првом спрату, а на другом спрату су са сегментним луком. На крају оба крила овог разуђеног објекта су бочне декоративне капије од кованог гвожђа са декоративним флоралним мотивима.
Санација зграде је обављена током 2012. године.